# Таксидермія
Таксидермія — галузь природознавства на перетині зоології, музеології (музейної справи) та мистецтва, пов'язана з виготовленням опудал колекційних зразків тварин.
Головними традиційними об'єктами уваги таксидермістів є птахи і ссавці, насамперед види з числа мисливської фауни. З часом задачі таксидермії розширилися до виготовлення колекційних зразків і наочних посібників з різноманітних груп тварин, але найчастіше мова йде про хребетних тварин — ссавців, птахів, плазунів, рідше амфібій, комах та риб.
Професійні таксидермісти працюють в природничих музеях, зокрема у зоологічних музеях.